# Persone di nome Olivia
| Questa pagina contiene informazioni ricavate automaticamente dalle voci biografiche con l'ausilio del template Bio e di un bot. L'aggiornamento è periodico e automatico e ricostruisce completamente la pagina. Se manca una persona in questa lista, sei pregato di non aggiungerla, ma accertati piuttosto che la sua voce biografica contenga il template Bio e che i dati anagrafici siano correttamente compilati. Se il template Bio manca, inseriscilo tu stesso o, in alternativa, metti l'avviso {{tmp\|Bio}} che ne segnala la mancanza. Se i dati riportati sono sbagliati, correggi direttamente la voce biografica; le modifiche saranno visibili in questa lista entro pochi giorni. Per chiarimenti vedi il progetto antroponimi. La lista contiene solo le 99 persone che sono citate nell'enciclopedia e per le quali è stato implementato correttamente il template Bio. Pagina aggiornata al 22 giu 2025. |

Questa è una lista di persone presenti nell'enciclopedia che hanno il nome Olivia, suddivise per attività principale.

## Artiste(2)
- Olivia Clavel, artista e fumettista francese (Parigi, n. 1955)
- Olivia De Berardinis, artista e illustratrice statunitense (Long Beach, n. 1948)

## Astiste(1)
- Olivia McTaggart, astista neozelandese (Southport, n. 2000)

## Attrici(33)
- Olivia Barash, attrice statunitense (Miami, n. 1965)
- Olivia Birkelund, attrice statunitense (New York, n. 1963)
- Olivia Bonamy, attrice francese (Parigi, n. 1972)
- Olivia Brown, attrice statunitense (Francoforte, n. 1960)
- Olivia Burnette, attrice statunitense (San Clemente, n. 1977)
- Olivia Cole, attrice statunitense (Memphis, n. 1942 - San Miguel de Allende, † 2018)
- Olivia Cooke, attrice britannica (Oldham, n. 1993)
- Olivia DeJonge, attrice australiana (Melbourne, n. 1998)
- Olivia Delcán, attrice e scrittrice spagnola (n. 1992)
- Olivia Taylor Dudley, attrice statunitense (Morro Bay, n. 1985)
- Felicia Farr, attrice e modella statunitense (Westchester County, n. 1932)
- Olivia Grant, attrice britannica (Londra, n. 1983)
- Olivia Hack, attrice e doppiatrice statunitense (Beverly Hills, n. 1983)
- Olivia Hallinan, attrice britannica (n. 1984)
- Olivia de Havilland, attrice britannica (Tokyo, n. 1916 - Parigi, † 2020)
- Liv Hewson, attrice australiana (Canberra, n. 1995)
- Olivia Holt, attrice, cantante e modella statunitense (Germantown, n. 1997)
- Olivia Rose Keegan, attrice statunitense (San Rafael, n. 1999)
- Olivia Llewellyn, attrice britannica (n. 1980)
- Olivia Magnani, attrice italiana (Roma, n. 1975)
- Olivia Manescalchi, attrice e doppiatrice italiana (Torino, n. 1971)
- Olivia Molina, attrice spagnola (Ibiza, n. 1980)
- Olivia Olson, attrice, doppiatrice e cantautrice statunitense (Los Angeles, n. 1992)
- Olivia Hussey, attrice argentina (Buenos Aires, n. 1951 - Burbank, † 2024)
- Olivia Palermo, attrice e modella statunitense (New York, n. 1986)
- Olivia Pascal, attrice tedesca (Monaco di Baviera, n. 1957)
- Olivia Ross, attrice britannica (Parigi, n. 1992)
- Olivia Steele Falconer, attrice canadese (Canada, n. 2000)
- Olivia Thirlby, attrice statunitense (New York, n. 1986)
- Olivia Welch, attrice statunitense (Texas, n. 1998)
- Olivia Wilde, attrice, regista e produttrice cinematografica statunitense (New York, n. 1984)
- Olivia Williams, attrice britannica (Londra, n. 1968)
- Olivia d'Abo, attrice britannica (Paddington, n. 1969)

## Attrici pornografiche(2)
- Olivia Del Rio, attrice pornografica brasiliana (Rio Casca, n. 1969)
- Olivia O'Lovely, ex attrice pornografica statunitense (Santa Fe, n. 1976)

## Calciatrici(4)
- Olivia Chance, calciatrice neozelandese (Tauranga, n. 1993)
- Olivia Clark, calciatrice gallese (Lincoln, n. 2001)
- Olivia Holdt, calciatrice danese (Ikast, n. 2001)
- Olivia Schough, calciatrice svedese (Vanered, n. 1991)

## Canottiere(1)
- Olivia Carnegie-Brown, canottiera britannica (Londra, n. 1991)

## Cantanti(8)
- L Devine, cantante e cantautrice britannica (Whitley Bay, n. 1997)
- Olivia Lewis, cantante maltese (Qormi, n. 1978)
- Olivia Molina, cantante tedesca (Copenaghen, n. 1946)
- Olivia Newton-John, cantante e attrice britannica (Cambridge, n. 1948 - Santa Ynez, † 2022)
- Olivia, cantante e attrice italiana (Caltanissetta, n. 1971)
- Olivia, cantante statunitense (New York, n. 1981)
- Olivia Ong, cantante singaporiana (Singapore, n. 1985)
- Olivia Ruiz, cantante e attrice francese (Carcassona, n. 1980)

## Cantautrici(6)
- Olympia, cantautrice e musicista australiana (Wollongong, n. 1982)
- Olivia Dean, cantautrice britannica (Walthamstow, n. 1999)
- Olivia O'Brien, cantautrice statunitense (Los Angeles, n. 1999)
- Olivia, cantautrice giapponese (Okinawa, n. 1979)
- Olivia Rodrigo, cantautrice e attrice statunitense (Murrieta, n. 2003)
- Livvi Franc, cantautrice britannica (Harrogate, n. 1988)

## Cestiste(3)
- Olivia Carrillo, ex cestista e allenatrice di pallacanestro messicana (Nogales, n. 1963)
- Olivia Nelson-Ododa, cestista statunitense (Lansing, n. 2000)
- Olivia Époupa, cestista francese (Parigi, n. 1994)

## Cicliste su strada(1)
- Olivia Baril, ciclista su strada canadese (Rouyn-Noranda, n. 1997)

## Fondiste(1)
- Olivia Bouffard-Nesbitt, fondista canadese (Montréal, n. 1992)

## Giavellottiste(1)
- Dalila Rugama, giavellottista nicaraguense (Managua, n. 1984)

## Ginnaste(1)
- Olivia Vivian, ginnasta australiana (Perth, n. 1989)

## Giocatrici di poker(1)
- Liv Boeree, giocatrice di poker, conduttrice televisiva e modella britannica (Kent, n. 1984)

## Matematiche(1)
- Olivia Caramello, matematica italiana

## Modelle(2)
- Olivia Culpo, modella statunitense (Cranston, n. 1992)
- Olivia Jordan, modella e attrice statunitense (Tulsa, n. 1988)

## Nobildonne(1)
- Olivia Hedges-White, nobildonna e filantropa irlandese (n. 1850 - Dublino, † 1925)

## Nuotatrici(3)
- Olivia Allison-Federici, nuotatrice artistica britannica (Plymouth, n. 1990)
- Olivia Smoliga, nuotatrice statunitense (Glenview, n. 1994)
- Olivia Wunsch, nuotatrice australiana (North Sydney, n. 2006)

## Pallavoliste(1)
- Olivia Różański, pallavolista francese (Albi, n. 1997)

## Poetesse(1)
- Olivia Zúñiga, poetessa e scrittrice messicana (Villa Purificación, n. 1916 - † 1992)

## Sciatrici alpine(2)
- Olivia Bertrand, ex sciatrice alpina francese (Évian-les-Bains, n. 1989)
- Olivia Sellstedt, ex sciatrice alpina svedese (n. 2002)

## Sciatrici freestyle(2)
- Olivia Asselin, sciatrice freestyle canadese (Lévis, n. 2004)
- Olivia Giaccio, sciatrice freestyle statunitense (Mount Kisco, n. 2000)

## Scrittrici(6)
- Olivia Harrison, scrittrice, produttrice cinematografica e filantropa messicana (Città del Messico, n. 1948)
- Olivia Laing, scrittrice e giornalista britannica (Buckinghamshire, n. 1977)
- Olivia Manning, scrittrice britannica (Portsmouth, n. 1908 - Ryde, † 1980)
- Olivia Rosenthal, scrittrice, saggista e drammaturga francese (Parigi, n. 1965)
- Olivia Rossetti Agresti, scrittrice, traduttrice e editrice inglese (Londra, n. 1875 - Roma, † 1960)
- Olivia Sudjic, scrittrice britannica (Londra, n. 1988)

## Scultrici(1)
- Olivia Musgrave, scultrice irlandese (Dublino, n. 1958)

## Snowboarder(1)
- Olivia Nobs, snowboarder svizzera (La Chaux-de-Fonds, n. 1982)

## Sollevatrici(1)
- Olivia Reeves, sollevatrice statunitense (Chattanooga, n. 2003)

## Soprani(1)
- Olivia Stapp, soprano statunitense (New York, n. 1940)

## Stiliste(1)
- Olivia Ghezzi Perego, stilista italiana (Milano, n. 1983)

## Tenniste(6)
- Olivia Gadecki, tennista australiana (Gold Coast, n. 2002)
- Olivia Lukaszewicz, ex tennista australiana (Adelaide, n. 1988)
- Olivia Nicholls, tennista britannica (Norwich, n. 1994)
- Olivia Rogowska, ex tennista australiana (Melbourne, n. 1991)
- Olivia Sanchez, ex tennista francese (Parigi, n. 1982)
- Olivia Tjandramulia, tennista australiana (Giacarta, n. 1997)

## Veliste(1)
- Polly Powrie, velista neozelandese (Auckland, n. 1987)

## Velociste(2)
- Olivia Borlée, velocista belga (Woluwe-Saint-Lambert, n. 1986)
- Olivia Fotopoulou, velocista cipriota (Nicosia, n. 1996)

## Wrestler(1)
- Penelope Ford, wrestler statunitense (Collegeville, n. 1992)